# Karlo II. od Monaka
Karlo II. od Monaka (Monako, 26. siječnja 1555. – Monako, 17. svibnja 1589.), gospodar Monaka od 1581. do 1589. godine iz dinastije Grimaldi. Bio je najstariji sin gospodara Monaka Honorija I. († 1581.) i Izabele Grimaldi († 1583.). Naslijedio je oca na prijestolju. Bio je prvi gospodar Monaka koji je odbio pokloniti se savojskom vojvodi zbog uživanja prava na Menton i Roccabrunu, što mu je omogućila zaštita španjolske krune na osnovu sporazuma iz 1524. godine.
Vladao je svega osam godina i nije ostavio nasljednika te je vlast naslijedio njegove najmlađi brat Herkul.
| Prethodnik:                 | Gospodar Monaka (1581. – 1589.) | Nasljednik:            |
| Honorije I. (1522. – 1581.) | Gospodar Monaka (1581. – 1589.) | Herkul (1589. – 1604.) |